# Jean Béraud-Villars
Pour les articles homonymes, voir Béraud et Villars.
Jean Béraud-Villars est un auteur, homme d'affaires et grand voyageur français né le 11 mai 1893 à Écouen et mort le 13 septembre 1979 à Pontoise. Il est l'auteur de nombreux ouvrages historiques, le plus notable étant Le Colonel Lawrence ou la Recherche de l'absolu paru en 1955.

## Éléments biographiques
Jean Marcel Eugène Béraud-Villars nait en 1893 à Écouen de Marcel Béraud-Villars et de Marguerite Bayly. La Première Guerre mondiale l'oblige à interrompre ses études à l'École de Droit et à celle des Sciences politiques. Il participe à ce conflit notamment comme pilote de 1916 à 1917, ce qui lui vaut quatre blessures, cinq citations, la Légion d'honneur et la Croix de guerre.
Il en rapporte un livre de souvenirs, intitulé Notes d'un Pilote disparu, paru aux Éditions Hachette en 1918. Il semblerait que cette édition ait été expurgée de certains passages. L'édition intégrale de ce livre aurait été publiée au Canada aux Éditions Archon Books en 1975 sous le titre Notes of a Lost Pilot,.
À partir de 1926, il dirige une importante société d'assurances, mais peut néanmoins consacrer une partie de son temps aux voyages (Amériques, Afrique, Proche-Orient, Perse, Inde) et aux études historiques.
Le 31 décembre 1954, il perd son fils Marcel, décédé en Guinée française, à l'âge de vingt-trois ans, auquel il dédie son ouvrage consacré à Lawrence d'Arabie, rédigé entre 1950 et 1954.

## Publications
- Notes d'un Pilote disparu, 1916-1917, Hachette, 1918, 223 p. — réédité dans sa version non expurgée aux Éditions Archon Books, 1975, 285 p.
- Timour, Édition de France, 1936
- La Nouvelle Hespéride, Édition de France, 1938
- L'Empire de Gaô — Un État soudanais aux XVe et XVIe siècles, Plon, 1942. (Prix d’Académie 1943 de l'Académie française, prix maréchal-Louis-Hubert-Lyautey 1945 de l'Académie des sciences d’outre-mer)
- Les Touareg au Pays du Cid — Les Invasions almoravides en Espagne aux XIe et XIIe siècles, Plon, 1946
- Les Normands en Méditerranée, Éditions Albin Michel, 1951. Prix Alfred-Née de l’Académie française en 1952
- Le Colonel Lawrence ou la Recherche de l'absolu, Éditions Albin Michel, 1955
- L'Islam d'hier et de toujours, Éditions Arthaud, 1969